# Сарепта (станция)
Саре́пта — железнодорожная станция Волгоградского региона Приволжской железной дороги, расположенная в 25,7 км от станции Волгоград-I. Находится в Красноармейском районе города Волгограда. По характеру основной работы является участковой станцией.

## История
Своё имя станция получила от названия располагавшейся в нескольких километрах от неё немецкой колонии. Станция была построена за пределами колонии, что позволило сэкономить значительные средства на выкупе отчуждаемой земли и имущества у сельского общества. Всего за отчуждённую землю общество Владикавказской железной дороги уплатило жителям Сарепты 9 500 рублей.
Строительство линии Царицын—Тихорецкая Владикавказской железной дороги и станции, проходило в 1890-е годы. Вопрос о её сооружении возник в 1889 году, а строительство началось в 1895 году. Линия соединила Поволжье с Кубанью и Северным Кавказом. В 1896 году начинается грузовое движение по новой линии, а 6 мая 1899 года через Сарепту прошёл первый почтово-пассажирский поезд на Тихорецкую.
В 1898 году был открыт железнодорожный виадук через реку Царицу, который соединил два вокзала конечных станций: Царицын-Владикавказский вокзал в зацарицынской части города с вокзалом Царицын в центре города. В этом же году при станции было введено в эксплуатацию паровозное депо веерного типа.
Станция, войдя в транспортный узел города Царицына, быстро стала важным перегрузочным пунктом товаров с железной дороги на Волгу и обратно. В 1901 году в Сарептском затоне, который является рукавом Волги, сооружается речной порт, один из крупнейших в Поволжье. В дальнейшем он оказал большое значение для выбора места под строительство судоверфи.
Благодаря речному порту станция Сарепта стала одной из самых крупных по своему грузообороту на Тихорецкой линии. Из Сарепты по железной дороге и Волге отправлялись сарептские товары и изделия: горчичное масло и порошок, пшеница, пиво, хлебобулочные и кондитерские изделия (пряники и коврижки), раки, солёная, копчёная, вяленая и свежая рыба. Также из речного порта вывозились земледельческие орудия, инструменты, железные и медные изделия, выделанные кожи, подмётки, медная и керамическая посуда, кирпич, продукты огородничества, садоводства, бахчеводства — арбузы, фрукты, сухофрукты, джемы, капуста, картофель, виноград, солодковый корень, лекарственные травы и коренья, мясопродукты. Военные интенданты закупали в Царицынском и Черноярском уездах мясо, сало, муку, горчичное масло, тёплую одежду и обувь, лошадей, фураж.
В порт и на станцию поступали: лесные материалы, железо, сталь, каменный уголь, кокс, кирпич, алебастр, железные трубы, пшеничная и ржаная мука, крупы, отруби, зерно, а также нефть, марганцевая руда, бокситы и соль.
Станция стала также крупным производственным центром. Обычно роль базы для обслуживания и ремонта подвижного состава отводилась конечной станции. Однако в данном случае паровозные депо и мастерские оказались рассредоточены между двумя станциями — Царицын и Сарепта. Если мастерские на обеих станциях были построены одинаковые, то размеры депо отличались. Здание в Сарепте было рассчитано на 8 локомотивов, а в Царицыне — всего на 4.
Наличие в Сарепте собственной электростанции и складов древесины привело к возникновению вокруг станции деревообрабатывающего производства. Служба пути Владикавказской железной дороги для собственных нужд построила на берегу затона два шпалопропиточных завода. В 1905 году около станции появился первый частный лесопильный завод.
Станция была не только крупным экономическим, но и важным социальным центром. Здесь находили работу сотни жителей окрестных сёл и приезжих. Вокруг неё быстро вырос благоустроенный посёлок. К просторному пассажирскому вокзалу с залом ожидания и багажным отделением, паровозному депо, колёсным и вагонным мастерским и всем жилым домам было подведено электричество. При станции работала школа, где обучались 160 детей железнодорожников. Там могли заниматься и ученики, проживавшие на линии железной дороги далеко от Сарепты, для этого при школе имелось общежитие на 20 человек. Также была открыта больница на 50 кроватей — самая крупная к югу от Царицына, построены церковь и баня. Водокачка и электростанция обеспечивали станцию и посёлок водой и электроэнергией. Накануне Первой мировой войны посёлок Сарепта стал один из крупнейших рабочих пригородов Царицына и насчитывал свыше 6 тысяч человек.

### Гражданская война
1 июля 1917 года на станции активистами рабочими образована коммунистическая ячейка.
В 1918 году на станции находился революционный комитет Северо-Кавказской железной дороги и проходили ожесточённые бои за установление советской власти. Когда создалась непосредственная угроза захвата Царицына войсками Донской армии атамана Петра Краснова, многие железнодорожники Сарепты вступили в бой против них в составе красноармейских частей.
5—6 февраля 1919 года станция переходила из рук в руки.
После 3 января 1920 года перед железнодорожниками станции выступил председатель ВЦИК Михаил Калинин.
В 1921 году началось восстановление разрушенных электростанций, взорванных и сожжённых в 1920 году водокачек и водонапорных башен, депо, цехов и строений станции Сарепты, путей, мостов от Сарепты до Жутово, ремонт разбитых паровозов, стрелок и семафоров.

### Сталинградская битва
К началу Сталинградской битвы станция справлялась с большим грузопотоком, принимая с юга и пропуская в сутки 20—25 товарных поездов с военными грузами, народно-хозяйственным имуществом и эвакуационными маршрутами. На многочисленных путях станции находилось несколько тысяч вагонов. Возглавлял станцию в то время Александр Сурков.
Станция Сарепта первой испытала массированные налёты немецкой авиации. 8 августа 1942 года вражеские бомбардировщики Heinkel He 111 прорвались сквозь зенитный огонь и сбросили бомбы на станцию и речной порт. На станции находилось более тысячи вагонов различных грузов, в том числе 500 вагонов артиллерийских снарядов, два эшелона с танками, 280 вагонов с орудиями, а в порту — несколько судов с фронтовым запасом артбоеприпасов. Всё это было объято огнём, в результате чего было отрезано железнодорожное сообщение юга города с центром. Помимо этого были разбиты паровозное депо и станционные мастерские и взорваны баржи с боеприпасами в затоне за депо. Мощность взрыва была такой, что грохот докатился до тракторного завода, находившегося в 30 км от эпицентра. В тушении пожара участвовали пожарно-спасательные катера «Гаситель» и «Самара». «Гаситель» за время этого задания получил около 3,5 тысяч пробоин.
Пока прибывшие пожарные команды пытались бороться с огнём, уцелевшие работники станции спасали сохранившиеся вагоны и паровозы. Составитель поездов Андронов вывел из-под огня 127 вагонов с ценным грузом, составитель Ткаченко спас 50 вагонов с боеприпасами, старший стрелочник Игнатов вывел в безопасное место маневровый паровоз с 28 вагонами, машинист Иван Плешаков и секретарь узлового партийного комитета Прохоров вывели из горящего депо 13 паровозов. Подвиг совершила оператор Нина Швец, которая ползком пробралась под горящими вагонами к сформированным составам и, расцепив их, помогла вывести из огня.
В результаты авианалёта были разбиты все причалы и дебаркадеры, сгорели сотни вагонов и различная техника. В результате Сталинградский фронт в критический момент лишился большей части запаса артбоекомплекта. Посёлок Сарепта выгорел на 80 %, при этом погибло 107 человек (56 женщин, 27 детей, 13 мужчин-стариков, 11 мужчин-рабочих). Станция Сарепта была практически стёрта с лица земли.
После ликвидации пожара работники станции в срочном порядке восстанавливали движение, расчищая пути от разбитых составов. На помощь железнодорожникам были брошены красноармейцы и  рабочие Кировского и Красноармейского районов города. Через двое суток движение поездов и маневровая работа были восстановлены.
Начиная с августа 1942 года коллектив паровозного депо в условиях постоянных бомбёжек бесперебойно трудился, ремонтируя паровозы, изготовляя корпуса мин, аэросани, выполняя другие заказы фронта.
С сентября 1942 года станция стала функционировать во фронтовых условиях. С 11 сентября станция оказалась отрезанной от центра города. Артиллерия и миномёты противника обстреливали станцию с двух сторон. Практически весь коллектив станции был эвакуирован за Волгу. На станции вместе с Александром Сурковым осталось небольшое число людей. Выполняя поручение командования, железнодорожники, находившиеся в полуокружении врагов, отправляли на линию фронта большое число колёсных пар для устройства противотанковых заграждений, топливо, подготовили подвижной состав для отправки стрелковой дивизии к линии фронта, а также эвакуировали раненых. Помимо этого, в тыл за Волгу было отправлено более 190 вагонов ценного оборудования.
2 февраля 1943 года в Сарепту из центра города пришёл первый грузовой поезд. Таким образом, полугодовая блокада завершилась. Обратно железнодорожники отправили состав, доставивший рабочих на митинг, который прошёл на площади Павших борцов и был посвящён разгрому немецко-фашистских войск.

### Настоящее время
Ежедневно на контейнерной площадке станции выгружается три вагона с 20 и 40-футовыми контейнерами и грузится не менее четырёх вагонов с контейнерами. Основные клиенты контейнерной площадки станции — химические и нефтеперерабатывающие предприятия. Ежемесячно со станции отправляется до ста вагонов с продукцией.
В сентябре 2010 года на вокзале станции Сарепта прошли съёмки сцен для многосерийного телефильма «Шахта» режиссёра Владимира Виноградова.
В сентябре 2011 года на станции прошли тактико-специальные учения гражданской обороны «Спасательное звено».
2 августа 2015 года в День железнодорожника рядом со станцией был открыт памятник железнодорожникам Сарептской дистанции пути. Памятник представляет собой отреставрированную дрезину, установленную на рельсы.
В январе 2020 года на территории станции установлен монумент из черного гранита «Вам, ковавшим победу в тылу», посвященный трудовому подвигу железнодорожников в период Сталинградской битвы.

## Инфраструктура

### Вокзал

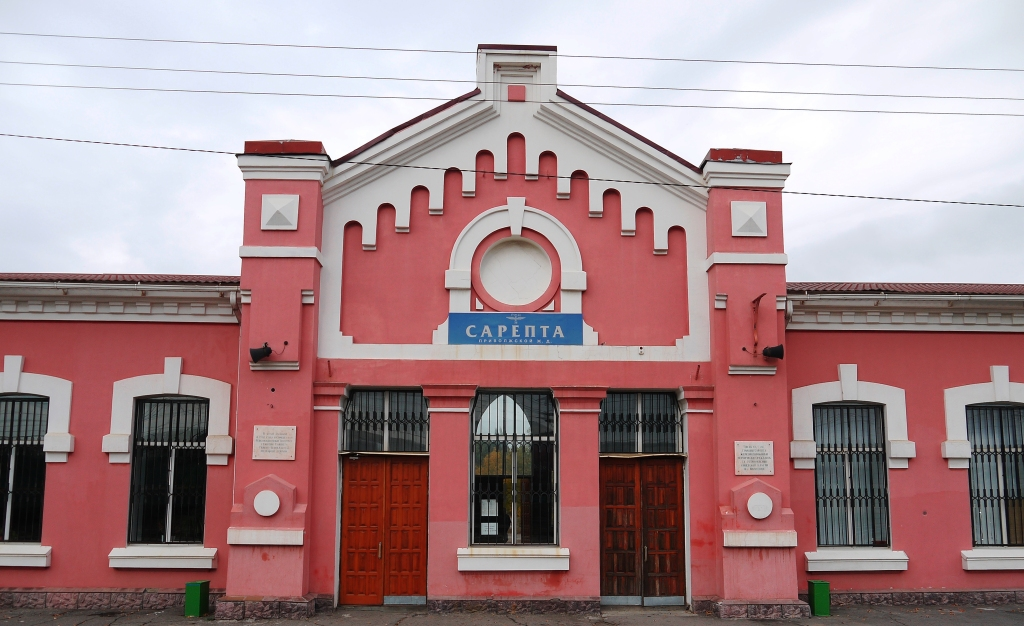
Центральная вестибюльная часть здания вокзала со стороны железной дороги

Одноэтажное кирпичное здание построено в 1895—1897 годах. Главные входы расположены в центральной части здания. Симметрично от них находятся зал ожидания с кассами и ресторан с подсобными помещениями. Далее также симметрично размещаются служебные помещения.
Центральная вестибюльная часть здания декорирована богаче других. С фасадов она венчается своеобразными фронтонами с развитым карнизом и окнами, отражающими некоторое влияние стиля модерн. Окна декорированы в характерном для железнодорожных зданий обрамлением с выступающими замковыми камнями. Здание характерно для железнодорожных строений конца XIX века, но не повторяет архитектуру других вокзалов.
Особой гордостью работников вокзала является разместившийся в одном из двух залов ожидания зимний сад с большими, почти под высокий потолок, розами, пальмами и другими растениями.
Здание вокзала также имеет историческое значение, о чём информируют мемориальные таблички на фасаде со стороны перрона.
Вокзал 3-го класса. Расчётная вместимость — 350 человек.

### Водонапорная башня
№ 3401022002
48°31′25″ с. ш. 44°30′16″ в. д.
Водонапорная башня выполнена в псевдоготическом стиле. Башня состоит из двух объёмов: основного цилиндра большого диаметра и пристроенного к нему — меньшего диаметра, в котором находится винтовая лестница с чугунными ступеньками. Оформление башни перекликается с оформлением здания вокзала. Богато декорированная верхняя часть подчёркивает её функциональное значение и особенность.

### Водокачка
48°31′33″ с. ш. 44°30′26″ в. д.
Изначально станция снабжалась водой из Шёнбруннских родников. Затем на берегу Сарептского затона была построена водокачка.
Водокачка и водонапорная башня были соединены трубопроводами. Вода от насосной станции подавалась в водонапорную башню, которая поддерживала давление в водопроводной сети. Вся эта система снабжала водой не только станцию, но и весь железнодорожной посёлок Сарепта. Сейчас здание водокачки разрушено.

## Дальнее сообщение
По состоянию на декабрь 2023 года по станции курсируют следующие поезда дальнего следования:
| Круглогодичное обращение поездов | Круглогодичное обращение поездов | Круглогодичное обращение поездов | Круглогодичное обращение поездов |
| № поезда                         | Маршрут движения                 | № поезда                         | Маршрут движения                 |
| -------------------------------- | -------------------------------- | -------------------------------- | -------------------------------- |
| 13                               | Саратов — Адлер                  | 14                               | Адлер — Саратов                  |
| 59                               | Новокузнецк — Кисловодск         | 60                               | Кисловодск — Новокузнецк         |
| 97                               | Тында — Кисловодск               | 98                               | Кисловодск — Тында               |
| 127                              | Красноярск — Адлер               | 128                              | Адлер — Красноярск               |
| 129                              | Красноярск — Анапа               | 130                              | Анапа — Красноярск               |
| 343                              | Челябинск — Адлер                | 344                              | Адлер — Челябинск                |
| 345                              | Нижневартовск — Адлер            | 346                              | Адлер — Нижневартовск            |
| 353                              | Пермь — Адлер                    | 354                              | Адлер — Пермь                    |

| Сезонное обращение поездов | Сезонное обращение поездов        | Сезонное обращение поездов | Сезонное обращение поездов        |
| № поезда                   | Маршрут движения                  | № поезда                   | Маршрут движения                  |
| -------------------------- | --------------------------------- | -------------------------- | --------------------------------- |
| 205                        | Иркутск — Анапа                   | 206                        | Анапа — Иркутск                   |
| 229                        | Северобайкальск — Анапа           | 230                        | Анапа — Северобайкальск           |
| 235                        | Тында — Анапа                     | 236                        | Анапа — Тында                     |
| 243                        | Новокузнецк — Анапа               | 244                        | Анапа — Новокузнецк               |
| 249                        | Новокузнецк — Имеретинский курорт | 250                        | Имеретинский курорт — Новокузнецк |
| 395                        | Волгоград — Симферополь           | 396                        | Симферополь — Волгоград           |
| 451                        | Ижевск — Адлер                    | 452                        | Адлер — Ижевск                    |
| 453                        | Уфа — Новороссийск                | 454                        | Новороссийск — Уфа                |
| 455                        | Челябинск — Новороссийск          | 456                        | Новороссийск — Челябинск          |
| 457                        | Челябинск — Анапа                 | 458                        | Анапа — Челябинск                 |
| 461                        | Уфа — Адлер                       | 462                        | Адлер — Уфа                       |
| 491                        | Казань — Адлер                    | 492                        | Адлер — Казань                    |
| 503                        | Уфа — Анапа                       | 504                        | Анапа — Уфа                       |
| 505                        | Саратов — Имеретинский курорт     | 506                        | Имеретинский курорт — Саратов     |
| 509                        | Казань — Новороссийск             | 510                        | Новороссийск — Казань             |
| 519                        | Орск — Анапа                      | 520                        | Анапа — Орск                      |
| 521                        | Приобье — Новороссийск            | 522                        | Новороссийск — Приобье            |
| 537                        | Уфа — Адлер                       | 538                        | Адлер — Уфа                       |
| 545                        | Орск — Имеретинский курорт        | 545                        | Имеретинский курорт — Орск        |

## Железнодорожная

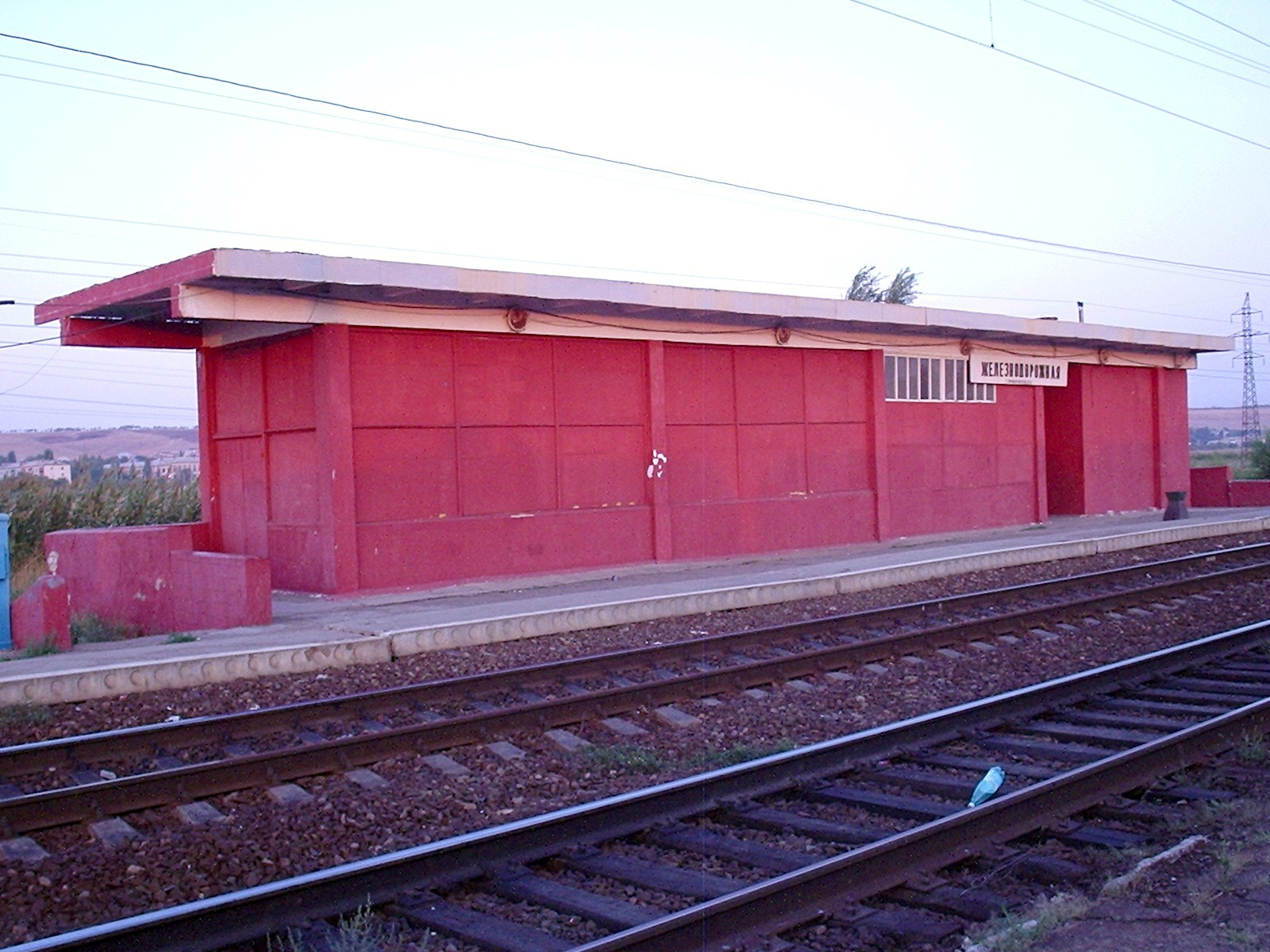
Станция в 2006 году

В границах станции Сарепта, а именно в примерно в 2 километрах от нее, располагается остановочный пункт Железнодорожная, подчинённый Сарепте, и открытый в 1969 году. Электрифирован переменным током 25 кВ, располагается на участке Волгоград II — Котельниково.